# Ton van Os
Anthonius Petrus (Ton) van Os (2 maart 1941, Rotterdam) is een Nederlands beeldend kunstenaar, die heeft gewerkt als etser, graficus, monumentaal kunstenaar en schilder. Hij vervaardigde zowel figuratieve als abstracte werken en had zowel architectuur als het landschap als onderwerp.

## Leven en werk
Van Os werd geboren in Rotterdam, kort na het bombardement op deze stad aan het begin van de Tweede Wereldoorlog.  
Hij studeerde van 1958 tot 1962 aan de Academie voor Beeldende Kunsten, de latere Willem de Kooning Academie. Bij zijn afstuderen ontving hij de Drempelprijs van de stad Rotterdam, en vestigde hij zich als zelfstandig kunstenaar in Rotterdam.  
In de jaren zestig begon Van Os met grafisch werk met groepen van mensen als thema. In de jaren zeventig werd zijn werk meer abstract en begon hij met het visualiseren van schaduw. In diezelfde periode begon hij nationale en internationale erkenning voor zijn werk te krijgen. In 1974 werd hij onderscheiden met de Hendrik Chabot Prijs.

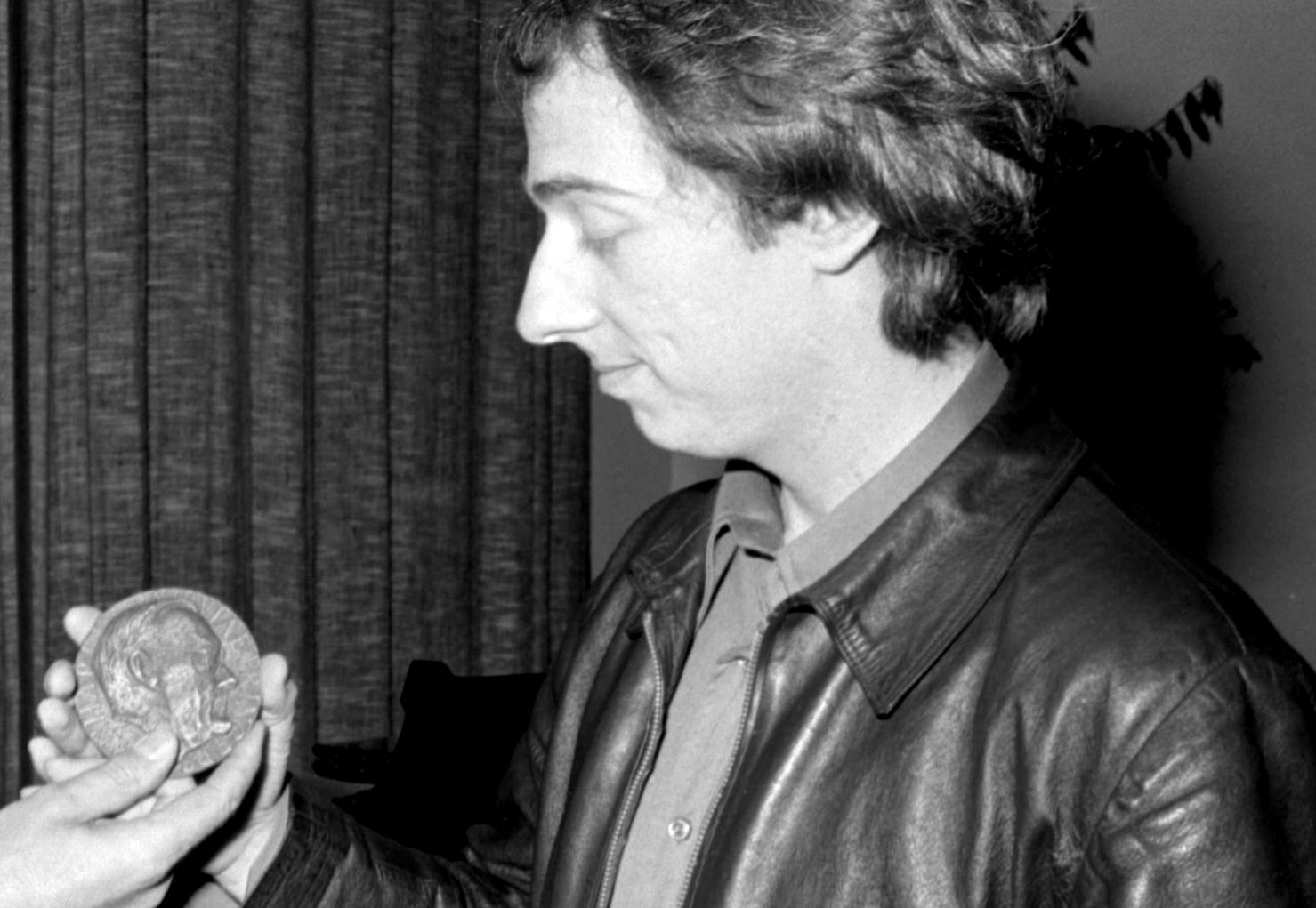
Van Os bij uitreiking Hendrik Chabot Prijs in 1974

Naast zijn grafische werk legde hij zich toe op de schilderkunst, waarop hij zich vanaf 1974 volledig concentreerde.
Tussen 1980 en 1985 werkt hij aan een aantal monumentale opdrachten in Utrecht en Den Haag. Zo ontwierp hij voor de uitbreiding van Station Utrecht Centraal in 1986 de gekleurde vlakken bij de fietsingang aan de bushaltezijde.
Van 1990 tot 1999 was hij tevens docent aan de Hogeschool voor de Kunsten, het latere ArtEZ in Arnhem. 

## Interpretatie van zijn werk

XXII, 1973, ets aquatint, 56 x 48 cm
Asymmetrical Extending, voor Lysiane Schlechter, 1996, acryl op doek, 200 x 200 cm
Refraction II MF/PM XIII, 2000-2001, acryl op doek, 200 x 160 cm
An Extatic Instant MF XXXV, 2003, acryl op doek, 150 x 140 cm
Ikon of Magenta and Red MF CXXVIII, 2014, acryl op doek, 135 x 135 cm
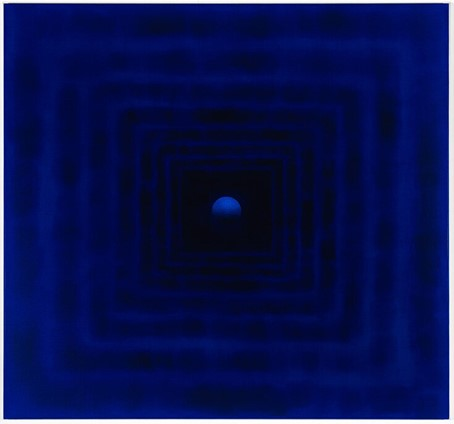
Monochrome IV MF CLI, 2019, acryl op doek, 145 x 155 cm
Ontwerp voor een muur van 175 meter voor de uitbreiding van het Centraal Station in Utrecht, gerealiseerd door de NS in 1985/1986, materiaal: glasmozaïek

De thematiek van Van Os is de ruimte, eerst nog met een duidelijke verwijzing naar een zichtbare werkelijkheid, zoals de architectuur, daarna steeds abstracter. Toch heeft zijn werk altijd een inhoudelijk en verhalend aspect.
Muziek is een inspiratiebron voor Van Os. Een akkoord van Bach, door Glenn Gould omschreven als “uitdijend heelal”, bracht hem op het spoor van de verbeelding van de buitenaardse ruimte. Het notenbeeld in de autograaf van Bach’s Chaconne (BWV 1004), door Yehudi Menuhin een “Himmelskörper in Bewegung” genoemd, werd het uitgangspunt voor de vele bolvormen die sinds het jaar 2000 het kenmerkende vormgevingsprincipe van Ton van Os zouden worden: noten zonder stok bevolken ritmisch een eindeloze ruimte.
De Amerikaanse componist Morton Feldman raakte bij hem een snaar, die decennia lang is blijven resoneren in al zijn werk. Pianist Thomas Dieltjens schrijft over de muziek van Feldman: “Het is of je kijkt naar een sterrenhemel. Je realiseert je dat die sterren en die planeten volgens bepaalde principes van elkaar drijven en terug (…)”.
In 2022 publiceerde Ton van Os op zijn website de door hem geschilderde reconstructie van Het gezicht op Delft van Vermeer. Hij beargumenteerde dat de kade die over de onderkant van het schilderij loopt niet authentiek is.

## Prijzen (selectie
- 1962 Drempelprijs van de gemeente Rotterdam
- 1966 2de prijs Mostra Internazionale di Bianco e Nero, Lugano
- 1967 Reisbeurs van het Ministerie van Onderwijs, Kunsten en Wetenschappen, Den Haag
- 1969 1ste prijs Mostra Biennale Internazionale della Grafica, Florence
- 1974 Hendrik Chabot Prijs voor beeldende kunst, Anjerfonds Rotterdam

## Exposities (selectie)
- 1965 Contemporary Dutch Art, Londen
- 1967 't Venster, Rotterdam
- 1968 Kunstwerken uit eigen bezit, Galerie D'Eendt, Amsterdam.[7][3]
- 1973 Gallery d’Eendt, Amsterdam
- 1980 van Reekum Museum, Apeldoorn
- 1989 Stedelijk Museum, Schiedam
- 1990 Galerie Delta, Rotterdam
- 2003 TENT, Rotterdam
- 2016 Art Fair, Hamburg
- 2017 Anjoxala Art Gallery, Wassenaar
- 2022 Kunsthal, Rotterdam
- 2023 Anjoxala Art Gallery, Wassenaar